# 光の旅人 K-PAX
『光の旅人 K-PAX』（ひかりのたびびと ケーパックス、原題: K-PAX）は、2001年に公開されたアメリカ合衆国の映画。原作はジーン・ブリュワーの小説『K-パックス』。
ビデオ&DVD邦題は『K-PAX 光の旅人』。

## ストーリー
ニューヨークの中央駅に何処からともなく現れた男は切符も荷物も持たず、K-PAX星から来た異星人のプロートと名乗った。記憶喪失と妄想の患者として精神科病棟に送られたプロートは担当医のパウエル博士に、地球時間で337才に相当し、宇宙を旅して報告書をまとめていると穏やかな口調で語った。
病棟の患者たちと静かに暮らすプロート。地球は眩しいからと常にサングラスをかけているが、プロートは人間には感知できない紫外線も感じ取れることが判明した。1000光年も離れているK-PAX星の星域についての表現は、数人の天文学者しか知らない未発表の観測結果と合致していた。学者たちが困惑していた恒星の不可解な動きについて、数式や図解を用いてスラスラとレクチャーするプロート。
様々な症状を示す病棟の精神病患者たちに的確なアドバイスをして、医者の薬よりも良い結果を生み、患者たちから信頼されるプロート。地球に5年近く滞在したプロートは、7月27日にK-PAX星に帰り、1人だけ地球人を連れて行くと言う。自分こそ選ばれようと、行きたい理由をレポートにまとめて提出する患者たち。
プロートはあくまで人間だと信じて、催眠療法で過去を探るパウエル博士。プロートは、天体望遠鏡を持っていた地球の少年が生み出した架空の友達と思われた。その少年は成長して結婚したが、プロートが地球に来たという5年前の7月27日に重大なトラブルに見舞われた。数々の情報からプロートが田舎町に住むロバート・ポーターだと割り出し、現地の保安官事務所を訪ねるパウエル博士。ロバート・ポーターは留守中に妻子をならず者に殺され、その男を殺して川に入水し、死んだものとして処理されていた。
プロートがK-PAX星に帰る7月27日がやって来た。夜明けと共に昏倒し、虚ろな表情で身動きもできず、他人の声は聞こえても答えられない緊張病患者となるプロート(ロバート・ポーター)。だが、プロートがK-PAX星に帯同すると決めた孤独な女性患者のベスは病室からこつ然と姿を消し、行政がいくら探しても行方が知れなかった。
ロバート・ポーターと家族の悲劇に心打たれたパウエル博士は、仕事でおろそかにしていた妻子を改めて顧み、先妻との子で疎遠だった長男とも久しぶりに再会した。

## キャスト
※括弧内は日本語吹替。
- プロート - ケヴィン・スペイシー（石塚運昇）
- マーク・パウエル博士 - ジェフ・ブリッジス（佐々木勝彦）
- レイチェル・パウエル - メアリー・マコーマック（相沢恵子）
- クラウディア・ヴィラー - アルフレ・ウッダード（唐沢潤）
- ハウイー - デヴィッド・パトリック・ケリー（佐々木梅治）

## 評価
レビュー・アグリゲーターのRotten Tomatoesでは141件のレビューで支持率は42%、平均点は5.20/10となった。Metacriticでは31件のレビューを基に加重平均値が49/100となった。